# Long Yiming
Long Yiming (chinesisch 龙以明; * 1948 in Chongqing) ist ein chinesischer Mathematiker.
Long studierte an der Nankai-Universität mit dem Master-Abschluss in Mathematik 1981 und wurde 1987 an der University of Wisconsin-Madison bei Paul Rabinowitz  promoviert (Periodic Solutions of Perturbed Superquadratic Hamiltonian Systems).  Als Post-Doktorand war er 1988 an der ETH Zürich. 1988 wurde er Assistenzprofessor und 1990 Professor an der Nankai-Universität am heutigen Chern-Institut, dessen Direktor er von 2008 bis 2011 war. Von 1998 bis 2003 war er Dekan der School of Mathematics.
Er befasst sich mit Hamiltonscher Dynamik und symplektischer Geometrie, Variationsrechnung, Riemannscher Geometrie und Finsler-Geometrie.
Von 2002 bis 2010 war er Präsident der Tianjin Mathematical Society. Ab 2011 war er im Executive Committee der International Mathematical Union. 1998 erhielt er den Chern-Preis der Chinesischen Mathematischen Gesellschaft, deren Vizepräsident er von 2004 bis 2011 war. 2003 erhielt er den National Award for Science and Technology Progress des chinesischen Bildungsministeriums. Er ist Mitglied der Third World Academy of Sciences, der Chinesischen Akademie der Wissenschaften und Fellow der American Mathematical Society (2012). 2002 war er eingeladener Sprecher auf dem Internationalen Mathematikerkongress in Peking (Index iteration theory for symplectic paths).

## Schriften (Auswahl)
- Multiple solutions of perturbed  superquadratic second order Hamiltonian systems, Trans. Amer. Math. Soc., Band 311, 1989, S. 749–780;
- Maslov-type index, degenerate critical points, and asymptotically linear  Hamiltonian systems,  Science in China. Series A, Band 33, 1990, S. 1409–1419
- Bott formula of the Maslov-type index theory,  Pacific J. Math., Band 187, 1999, S. 113–149;
- Precise  iteration formulae of the Maslov-type index theory and ellipticity of closed  characteristics, Advances in Math., Band 154, 2000, S. 76–131
- mit Chaofeng Zhu: Closed characteristics on compact convex hypersurfaces  in {\displaystyle \mathbb {R} ^{2n}}. Annals of Mathematics, Band 155, 2002, S. 317–368;
- Index Theory for Symplectic Paths with Applications, Progress in Mathematics, Birkhäuser 2002
- Multiplicity  and stability of closed geodesics on Finsler 2-spheres, J. of the European Math. Soc., Band 8, 2006, S.  341–353;
- mit Wei Wang, Xijun Hu: Resonance identity, stability and multiplicity  of closed characteristics on compact convex hypersurfaces, Duke Math. J., Band 139, 2007, S.  411–462;
- mit  Huagui Duan: Multiple closed geodesics on 3-spheres, Advances  in Math., Band 221, 2009, S. 1757–1803;
- mit Victor Bangert: The existence of  two closed geodesics on every Finsler 2-sphere, Mathematische Annalen, Band 346, 2010, S. 335–366.